# ウイングレイテスト
ウイングレイテスト（欧字名:Win Greatest、2017年3月31日 - ）は、日本の競走馬。2023年のスワンステークスの勝ち馬である。
馬名の意味は、冠名＋最大の。

## 経歴

### 2歳（2019年）
2019年6月23日東京芝1600mの2歳新馬戦に1番人気で出走。中団追走から最後の直線で外から追い上げてきたが先に抜け出したサナチャンを捕えることが出来ず2着。7月14日福島芝1800mの2歳未勝利戦では好位追走から直線で先頭に立つと、最後は後方から追い込んできたコスモタイシの追撃をハナ差凌いで2戦目で初勝利を挙げる。
重賞初挑戦となる11月9日のデイリー杯2歳ステークスでは中段で内から追い込むも最内から追い込んだレッドベルジュールを捉えることができず2着。
12月15日の朝日杯フューチュリティステークスでは、5,6番手を追走したが伸びきれず9着となった。

### 3歳 - 5歳（2020年 - 2022年）
3歳初戦は3月14日のファルコンステークスに初コンビのフィリップ・ミナリクで出走、中段を追走し6着。
続く4月11日のニュージーランドトロフィーに横山武史とのコンビで出走、後方を追走し、直線で勝ったルフトシュトロームに弾かれる不利を負いながらも大外を回って追い込み3着となった。5月10日のNHKマイルカップでは最後方に構え上がり最速で追い込むも7着。
その後は自己条件に戻り、主にマイル戦を中心に使われるも勝ち星を挙げることが出来なかった。5歳となった2022年、10月29日に行われた紅葉ステークス（3勝クラス）では3・4番手追走から直線で脚を伸ばすと最後はアオイシンゴ、ソウルトレインとの競り合いを頭差制し3年3か月ぶりの勝利を飾り、オープンクラスに再昇級することになった。

### 6歳（2023年）
2023年1月7日のニューイヤーステークスでは最内枠からハナを奪うと直線でも脚色は衰えることなく最後は外から追い上げてきたサクラトゥジュールを首差で振り切り3勝目を挙げる。
次走に2月19日の小倉大賞典で2年9ヶ月ぶりに重賞に出走、先行6番手で競馬し、6着に敗れる。続く4月1日のダービー卿チャレンジトロフィーでは道中6番手で5着となった。次走の6月17日の米子ステークスは4着となった。
続く7月23日の中京記念では中段に位置し、末脚を伸ばすも4着に敗れた。
続く9月10日の京成杯オータムハンデキャップでは道中2番手でレースを進め、直線抜け出すもソウルラッシュにかわされて2着に敗れた。
10月28日のスワンステークスでは道中2番手でレースを進め、直線で抜け出すと最後はララクリスティーヌの追撃をクビ差退け、10度目の重賞挑戦で初の重賞制覇を果たした。
12月23日の阪神カップでは大外17番枠から内に切れ込んで逃げ、残り100mほどまで粘るも力尽きウインマーベルに0.3秒差の8着に敗れた。

### 7歳（2024年）
7歳初戦はサウジアラビアの1351ターフスプリントに出走。先行して直線では前に並びかけるも、アナフやララクリスティーヌらにかわされ4着に敗れた。
ドバイのゴドルフィンマイルに続戦する案もあったが帰国。5月11日の京王杯スプリングカップにスライドしたが体調が整わず回避。6月9日の函館スプリントステークスに出走。押して3番手辺りにつけ、直線で先頭に並びかけるも内から伸びたサトノレーヴに差し切られ2着となった。
夏2走目の7月28日のアイビスサマーダッシュでは、5番手辺りでレースを進め先頭に立つもモズメイメイに差し切られ再び2着になった。またこのレースで鞍上の松岡正海は競走後半でのムチの使用で騎手としての注意義務を怠ったとして、8月10(開催1日)の処分が下った。
次走の9月29日のスプリンターズステークスでは、大外16番枠から離れた2番手につけるも14着に敗れた。
次走の12月21日の阪神カップでは3番手につけるも17着に敗れた。

### 8歳（2025年）
8歳初戦は3月1日のオーシャンステークスを2021年5月以来の騎乗となる横山武史騎乗で出走。2枠2番を生かして4番手につけ、3着になった。

## 競走成績
以下の内容は、JBISサーチおよびnetkeiba.comに基づく。
| 競走日     | 競馬場 | 競走名            | 格   | 距離（馬場）  | 頭 数 | 枠 番 | 馬 番 | オッズ （人気） | 着順 | タイム （上がり3F） | 着差 | 騎手        | 斤量 [kg] | 1着馬（2着馬）         | 馬体重 [kg] |
| ---------- | ------ | ----------------- | ---- | ------------- | ----- | ----- | ----- | --------------- | ---- | ------------------- | ---- | ----------- | --------- | ---------------------- | ----------- |
| 2019.06.23 | 東京   | 2歳新馬           |      | 芝1600m（重） | 16    | 8     | 15    | 003.00（1人）   | 02着 | R1:36.7（34.8）     | -0.1 | 0松岡正海   | 54        | サナチャン             | 472         |
| 0000.07.14 | 福島   | 2歳未勝利         |      | 芝1800m（重） | 15    | 2     | 3     | 001.90（1人）   | 01着 | R1:52.2（37.2）     | -0.0 | 0松岡正海   | 54        | （コスモタイシ）       | 476         |
| 0000.11.09 | 京都   | デイリー杯2歳S    | GII  | 芝1600m（良） | 11    | 8     | 10    | 030.90（7人）   | 02着 | R1:34.7（34.2）     | -0.2 | 0松岡正海   | 55        | レッドベルジュール     | 488         |
| 0000.12.15 | 阪神   | 朝日杯FS          | GI   | 芝1600m（良） | 16    | 4     | 7     | 043.50（8人）   | 09着 | R1:34.3（36.5）     | -1.3 | 0松岡正海   | 55        | サリオス               | 492         |
| 2020.03.14 | 中京   | ファルコンS       | GIII | 芝1400m（重） | 18    | 1     | 1     | 016.90（7人）   | 06着 | R1:22.2（35.4）     | -0.9 | 0F.ミナリク | 56        | シャインガーネット     | 486         |
| 0000.04.11 | 中山   | NZT               | GII  | 芝1600m（良） | 16    | 8     | 16    | 013.80（7人）   | 03着 | R1:33.1（34.3）     | -0.1 | 0横山武史   | 56        | ルフトシュトローム     | 490         |
| 0000.05.10 | 東京   | NHKマイルC        | GI   | 芝1600m（良） | 18    | 8     | 18    | 027.00（8人）   | 07着 | R1:33.1（33.7）     | -0.6 | 0横山武史   | 57        | ラウダシオン           | 486         |
| 0000.10.03 | 中山   | 秋風S             | 3勝  | 芝1600m（良） | 16    | 8     | 15    | 003.60（1人）   | 10着 | R1:34.1（35.7）     | -0.8 | 0横山武史   | 55        | インターミッション     | 500         |
| 0000.10.31 | 東京   | キタサンブラックM | 3勝  | 芝1600m（良） | 18    | 4     | 8     | 007.20（3人）   | 02着 | R1:33.0（34.0）     | -0.2 | 0松岡正海   | 54        | トライン               | 504         |
| 0000.11.29 | 阪神   | 立雲峡S           | 3勝  | 芝1600m（良） | 11    | 6     | 6     | 002.90（1人）   | 08着 | R1:34.6（33.6）     | -0.5 | 0松岡正海   | 56        | サトノウィザード       | 504         |
| 2021.01.23 | 中山   | 初富士S           | 3勝  | 芝1800m（重） | 14    | 4     | 6     | 007.30（4人）   | 04着 | R1:50.8（36.8）     | -0.2 | 0横山武史   | 55        | ドナアトラエンテ       | 512         |
| 0000.02.27 | 中山   | 幕張S             | 3勝  | 芝1600m（良） | 16    | 7     | 13    | 012.20（5人）   | 06着 | R1:32.8（34.6）     | -1.0 | 0横山武史   | 57        | ウインカーネリアン     | 506         |
| 0000.05.09 | 東京   | 湘南S             | 3勝  | 芝1600m（良） | 18    | 1     | 2     | 006.50（2人）   | 17着 | R1:34.7（37.2）     | -2.7 | 0横山武史   | 57        | ハーメティキスト       | 502         |
| 0000.08.28 | 新潟   | 長岡S             | 3勝  | 芝1600m（良） | 18    | 2     | 3     | 012.60（6人）   | 06着 | R1:34.3（34.6）     | -0.4 | 0田辺裕信   | 57        | クリノプレミアム       | 488         |
| 0000.09.19 | 中京   | 納屋橋S           | 3勝  | 芝1600m（良） | 12    | 5     | 5     | 012.30（6人）   | 03着 | R1:35.0（33.2）     | -0.4 | 0武豊       | 57        | フォルコメン           | 492         |
| 0000.10.30 | 東京   | 紅葉S             | 3勝  | 芝1600m（良） | 16    | 2     | 3     | 007.60（3人）   | 03着 | R1:32.9（34.1）     | -0.2 | 0武豊       | 55        | アオイクレアトール     | 502         |
| 0000.11.20 | 東京   | 秋色S             | 3勝  | 芝1600m（良） | 17    | 5     | 9     | 007.60（4人）   | 13着 | R1:34.3（34.5）     | -1.3 | 0松岡正海   | 57        | ゴールデンシロップ     | 514         |
| 0000.11.28 | 阪神   | 立雲峡S           | 3勝  | 芝1600m（良） | 11    | 6     | 6     | 008.50（5人）   | 02着 | R1:32.9（34.2）     | -0.0 | 0松岡正海   | 55        | ラヴユーライヴ         | 502         |
| 2022.01.09 | 中山   | 若潮S             | 3勝  | 芝1600m（良） | 13    | 4     | 4     | 004.20（2人）   | 02着 | R1:34.3（34.8）     | -0.1 | 0松岡正海   | 56        | エイシンチラー         | 514         |
| 0000.01.30 | 東京   | 節分S             | 3勝  | 芝1600m（良） | 8     | 2     | 2     | 003.20（2人）   | 03着 | R1:34.3（33.3）     | -0.4 | 0松岡正海   | 57        | リフレイム             | 514         |
| 0000.07.09 | 福島   | 阿武隈S           | 3勝  | 芝1800m（良） | 16    | 8     | 15    | 006.70（3人）   | 07着 | R1:48.5（35.6）     | -0.7 | 0松岡正海   | 56        | ゴールドスミス         | 496         |
| 0000.08.27 | 新潟   | 長岡S             | 3勝  | 芝1600m（良） | 15    | 6     | 11    | 006.90（3人）   | 02着 | R1:33.8（33.4）     | -0.1 | 0松岡正海   | 57        | ライティア             | 506         |
| 0000.09.18 | 中山   | レインボーS       | 3勝  | 芝1800m（重） | 15    | 7     | 13    | 005.30（2人）   | 05着 | R1:50.3（36.3）     | -0.4 | 0松岡正海   | 56        | ロングラン             | 504         |
| 0000.10.29 | 東京   | 紅葉S             | 3勝  | 芝1600m（良） | 12    | 7     | 10    | 004.00（2人）   | 01着 | R1:34.1（33.0）     | -0.0 | 0松岡正海   | 56        | （アオイシンゴ）       | 504         |
| 0000.12.18 | 中山   | ディセンバーS     | L    | 芝1800m（稍） | 16    | 7     | 14    | 010.10（6人）   | 03着 | R1:48.6（36.2）     | -0.2 | 0松岡正海   | 56        | ショウナンマグマ       | 510         |
| 2023.01.07 | 中山   | ニューイヤーS     | L    | 芝1600m（良） | 13    | 1     | 1     | 005.70（2人）   | 01着 | R1:33.2（34.3）     | -0.0 | 0松岡正海   | 57        | （サクラトゥジュール） | 512         |
| 0000.02.19 | 小倉   | 小倉大賞典        | GIII | 芝1800m（重） | 16    | 6     | 12    | 008.10（5人）   | 08着 | R1:50.5（36.7）     | -0.8 | 0松岡正海   | 57        | ヒンドゥタイムズ       | 506         |
| 0000.04.01 | 中山   | ダービー卿CT      | GIII | 芝1600m（良） | 16    | 6     | 11    | 021.30（6人）   | 05着 | R1:33.6（34.1）     | -0.4 | 0松岡正海   | 57        | インダストリア         | 512         |
| 0000.06.17 | 阪神   | 米子S             | L    | 芝1600m（良） | 13    | 5     | 7     | 010.50（4人）   | 04着 | R1:32.0（35.2）     | -0.3 | 0松岡正海   | 58        | メイショウシンタケ     | 496         |
| 0000.07.23 | 中京   | 中京記念          | GIII | 芝1600m（良） | 16    | 5     | 10    | 007.20（3人）   | 04着 | 01:33.5（35.3）     | -0.5 | 0松岡正海   | 57        | セルバーグ             | 494         |
| 0000.09.10 | 中山   | 京成杯AH          | GIII | 芝1600m（良） | 11    | 8     | 10    | 011.10（5人）   | 02着 | R1:31.6（33.9）     | -0.0 | 0松岡正海   | 57        | ソウルラッシュ         | 496         |
| 0000.10.28 | 京都   | スワンS           | GII  | 芝1400m（良） | 18    | 2     | 3     | 021.6（10人）   | 01着 | R1:19.9（34.4）     | -0.1 | 0松岡正海   | 57        | （ララクリスティーヌ） | 500         |
| 0000.12.23 | 阪神   | 阪神C             | GII  | 芝1400m（良） | 17    | 8     | 17    | 016.80（7人）   | 08着 | R1:19.6（35.3）     | -0.3 | 0松岡正海   | 58        | ウインマーベル         | 508         |
| 2024.02.24 | KAA    | 1351ターフSP      | G3   | 芝1351m（GF） | 13    |       | 12    | 000000（7人）   | 04着 |                     |      | 0松岡正海   | 57        | Annaf                  | 計不        |
| 0000.06.09 | 函館   | 函館スプリントS   | GIII | 芝1200m（良） | 16    | 5     | 10    | 018.50（5人）   | 02着 | R1:08.6（34.8）     | -0.2 | 0松岡正海   | 59        | サトノレーヴ           | 504         |
| 0000.07.28 | 新潟   | アイビスSD        | GIII | 芝1000m（良） | 18    | 6     | 12    | 006.50（2人）   | 02着 | R0:55.4（33.1）     | -0.1 | 0松岡正海   | 59        | モズメイメイ           | 504         |
| 0000.09.29 | 中山   | スプリンターズS   | GI   | 芝1200m（良） | 16    | 8     | 16    | 091.7（14人）   | 14着 | R1:07.8（35.3）     | -0.8 | 0松岡正海   | 58        | ルガル                 | 510         |
| 0000.12.21 | 京都   | 阪神C             | GII  | 芝1400m（良） | 18    | 3     | 6     | 016.10（7人）   | 17着 | R1:21.1（34.8）     | -1.0 | 0松岡正海   | 58        | ナムラクレア           | 512         |
| 2025.03.01 | 中山   | オーシャンS       | GIII | 芝1200m（良） | 15    | 2     | 2     | 009.90（6人）   | 03着 | R1:07.5（33.4）     | -0.4 | 0横山武史   | 57        | ママコチャ             | 516         |
| 0000.03.30 | 中京   | 高松宮記念        | GI   | 芝1200m（良） | 18    | 1     | 2     | 091.3（12人）   | 16着 | R1:09.5（35.5）     | -1.6 | 0松岡正海   | 58        | サトノレーヴ           | 516         |
| 0000.06.14 | 函館   | 函館スプリントS   | GIII | 芝1200m（良） | 16    | 3     | 6     | 036.20（9人）   | 11着 | R1:07.3（34.0）     | -0.7 | 0松岡正海   | 58        | カピリナ               | 496         |
| 0000.08.03 | 新潟   | アイビスSD        | GIII | 芝1000m（良） | 18    | 5     | 10    | 024.5（10人）   | 03着 | R0:53.9（31.7）     | -0.2 | 0松岡正海   | 58        | ピューロマジック       | 500         |

- 競走成績は2025年8月3日現在

## 血統表
| ウイングレイテストの血統        | ウイングレイテストの血統                                                       | ウイングレイテストの血統                                                       | （血統表の出典）                                                               | （血統表の出典）  |
| 父系                            | ロベルト系                                                                     | ロベルト系                                                                     | ロベルト系                                                                     |                   |
| 父 スクリーンヒーロー 2004 栗毛 | 父の父*グラスワンダー 1995 栗毛                                                | Silver Hawk                                                                    | Roberto                                                                        | Roberto           |
| 父 スクリーンヒーロー 2004 栗毛 | 父の父*グラスワンダー 1995 栗毛                                                | Silver Hawk                                                                    | Gris Vitesse                                                                   |                   |
| 父 スクリーンヒーロー 2004 栗毛 | 父の父*グラスワンダー 1995 栗毛                                                | Ameriflora                                                                     | Danzig                                                                         | Danzig            |
| 父 スクリーンヒーロー 2004 栗毛 | 父の父*グラスワンダー 1995 栗毛                                                | Ameriflora                                                                     | Graceful Touch                                                                 |                   |
| 父 スクリーンヒーロー 2004 栗毛 | 父の母ランニングヒロイン 1993 鹿毛                                             | *サンデーサイレンス                                                            | Halo                                                                           | Halo              |
| 父 スクリーンヒーロー 2004 栗毛 | 父の母ランニングヒロイン 1993 鹿毛                                             | *サンデーサイレンス                                                            | Wishing Well                                                                   |                   |
| 父 スクリーンヒーロー 2004 栗毛 | 父の母ランニングヒロイン 1993 鹿毛                                             | ダイナアクトレス                                                               | *ノーザンテースト                                                              | *ノーザンテースト |
| 父 スクリーンヒーロー 2004 栗毛 | 父の母ランニングヒロイン 1993 鹿毛                                             | ダイナアクトレス                                                               | モデルスポート                                                                 |                   |
| 母 グレートキャティ 1996 栗毛   | 母の父サクラユタカオー 1982 栗毛                                               | *テスコボーイ                                                                  | Princely Gift                                                                  | Princely Gift     |
| 母 グレートキャティ 1996 栗毛   | 母の父サクラユタカオー 1982 栗毛                                               | *テスコボーイ                                                                  | Suncourt                                                                       |                   |
| 母 グレートキャティ 1996 栗毛   | 母の父サクラユタカオー 1982 栗毛                                               | アンジェリカ                                                                   | *ネヴァービート                                                                | *ネヴァービート   |
| 母 グレートキャティ 1996 栗毛   | 母の父サクラユタカオー 1982 栗毛                                               | アンジェリカ                                                                   | スターハイネス                                                                 |                   |
| 母 グレートキャティ 1996 栗毛   | 母の母*ルーシームーン 1988 鹿毛                                                | Blushing Groom                                                                 | Red God                                                                        | Red God           |
| 母 グレートキャティ 1996 栗毛   | 母の母*ルーシームーン 1988 鹿毛                                                | Blushing Groom                                                                 | Runaway Bride                                                                  |                   |
| 母 グレートキャティ 1996 栗毛   | 母の母*ルーシームーン 1988 鹿毛                                                | Chic Belle                                                                     | Mr. Prospector                                                                 | Mr. Prospector    |
| 母 グレートキャティ 1996 栗毛   | 母の母*ルーシームーン 1988 鹿毛                                                | Chic Belle                                                                     | Sleek Belle                                                                    |                   |
| 母系(F-No.)                     | (FN:9-f)                                                                       | (FN:9-f)                                                                       | (FN:9-f)                                                                       | [ § 2 ]           |
| 5代内の近親交配                 | Hail to Reason 5･5（父内）、Northern Dancer 5･5（父内）、Nasrullah 5･5（母内） | Hail to Reason 5･5（父内）、Northern Dancer 5･5（父内）、Nasrullah 5･5（母内） | Hail to Reason 5･5（父内）、Northern Dancer 5･5（父内）、Nasrullah 5･5（母内） | [ § 3 ]           |
| 出典                            | 1. 2. 3.                                                                       | 1. 2. 3.                                                                       | 1. 2. 3.                                                                       | 1. 2. 3.          |

- 半姉に2010年東京ハイジャンプ勝ち馬のイコールパートナー（父カリズマティック）、半兄に2009年京都新聞杯勝ち馬のベストメンバー（父マンハッタンカフェ）がいる。
- そのほかの近親にオークス馬のチョウカイキャロルがいる。